# Sphenometopa bergi
Sphenometopa bergi är en tvåvingeart som beskrevs av Boris Borisovitsch Rohdendorf 1971. Sphenometopa bergi ingår i släktet Sphenometopa och familjen köttflugor.
Artens utbredningsområde är Kazakstan. Inga underarter finns listade i Catalogue of Life.